# روبرت باشر
روبرت باشر (بالإنجليزية: Robert Bacher)‏ روبرت فوكس باشر (31 أغسطس 1905 - 18 نوفمبر 2004) هو عالم أمريكي في الفيزياء النووية وأحد قادة مشروع مانهاتن. وُلد باشر في لودونفيل بولاية أوهايو، وحصل على درجة البكالوريوس والدكتوراه من جامعة ميتشيغان، وكتب رسالة الدكتوراه عام 1930 تحت إشراف صامويل غودسميت وكانت بعنوان هياكل المستويات الذرية لتأثير زيمان.

## الحرب العالمية الثانية

### مختبر الإشعاع
في ديسمبر 1940 انضم باشر إلى مختبر الإشعاع في معهد ماساتشوستس للتكنولوجيا، لكنه لم يُوقف بحثه قوراً. توصل إلى تنظيم وترتيب مع مديره ومسؤوله، لي ألفين دوبريدج، للعودة إلى كورنيل لمدة أربعة أيام كل ثلاثة أسابيع حتى ينتهي.

### مشروع منهاتن
في عام 1942، أوبنهايمر مدير مساعد المختبر الإشعاعي، قام بضمّ كل من باشر ورابي إلى مشروع مانهاتن في مختبره الجديد في لوس ألاموس، نيو مكسيكو.

## أنظر أيضًا
- مشروع فيستا